# Полисто (деревня)
Полисто — деревня в Бежаницком районе Псковской области. Входит в состав сельского поселения Полистовское.
Расположена на юго-восточном побережье озера Полисто, в 40 км к северо-востоку от райцентра Бежаницы.

## История
По состоянию на 1885 год на месте современного населённого пункта имелись две деревни Малое Полисто и Большое Полисто, а также погост Полисто, которые входили в Полистово-Ратчинскую волость Холмского уезда Псковской губернии. В последующем — Полистовская волость, включённая в 1924 году в Цевельскую волость (в составе Ухошинского, Ручьинского и Цевельского сельсоветов), вошедшую с её упразднением в 1927 году в Цевельский район, в 1930 году — в Локнянский район, в 1936 году Ручьинский и Ухошинский сельсоветы — в Ашевский район, в 1945 году Цевельский сельсовет из Локнянского — в Бежаницкий район, в 1963 году Ухошинский сельсовет (включивший в 1959 году Ручьинский сельсовет) — в Бежаницкий район.
В 1995 году сельсоветы переименованы в волости. До 3 июня 2010 года деревня Полисто входила в состав ныне упразднённой Цевельской волости.

## Население
| 2001 | 2002 | 2010 |
| ---- | ---- | ---- |
| 0    | →0   | →0   |

По данным 1885 года численность населения современной территории деревни составляла 79 жителей, в том числе в д. Большое Полисто — 33 человека (13 мужчин и 20 женщин в 5 дворах), д. Малое Полисто — 28 человек (16 мужчин и 12 женщин в 4 дворах), погосте Полисто — 18 человек (6 мужчин и 12 женщин в 5 дворах).